# Schelme von Bergen

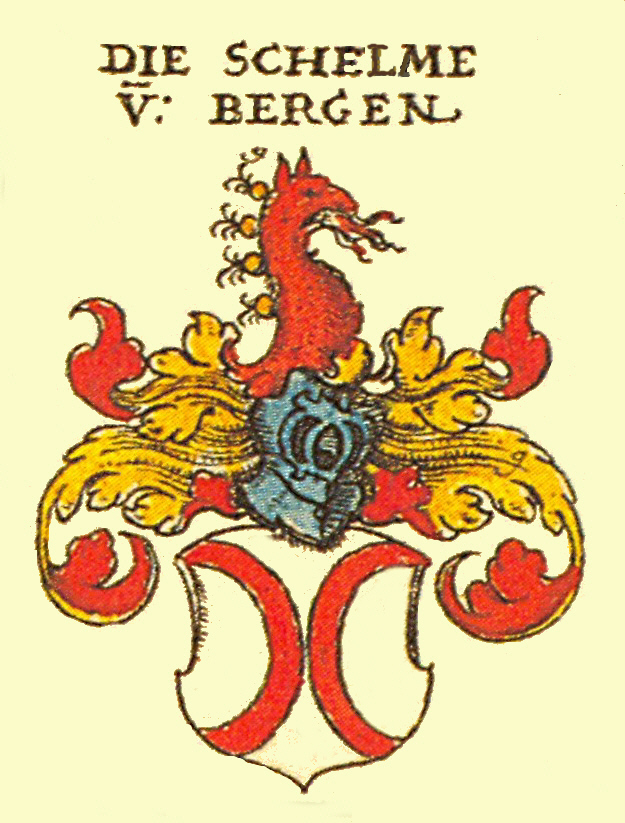
Wappen der Schelme von Bergen (Siebmacher-Wappenbuch, 1605)

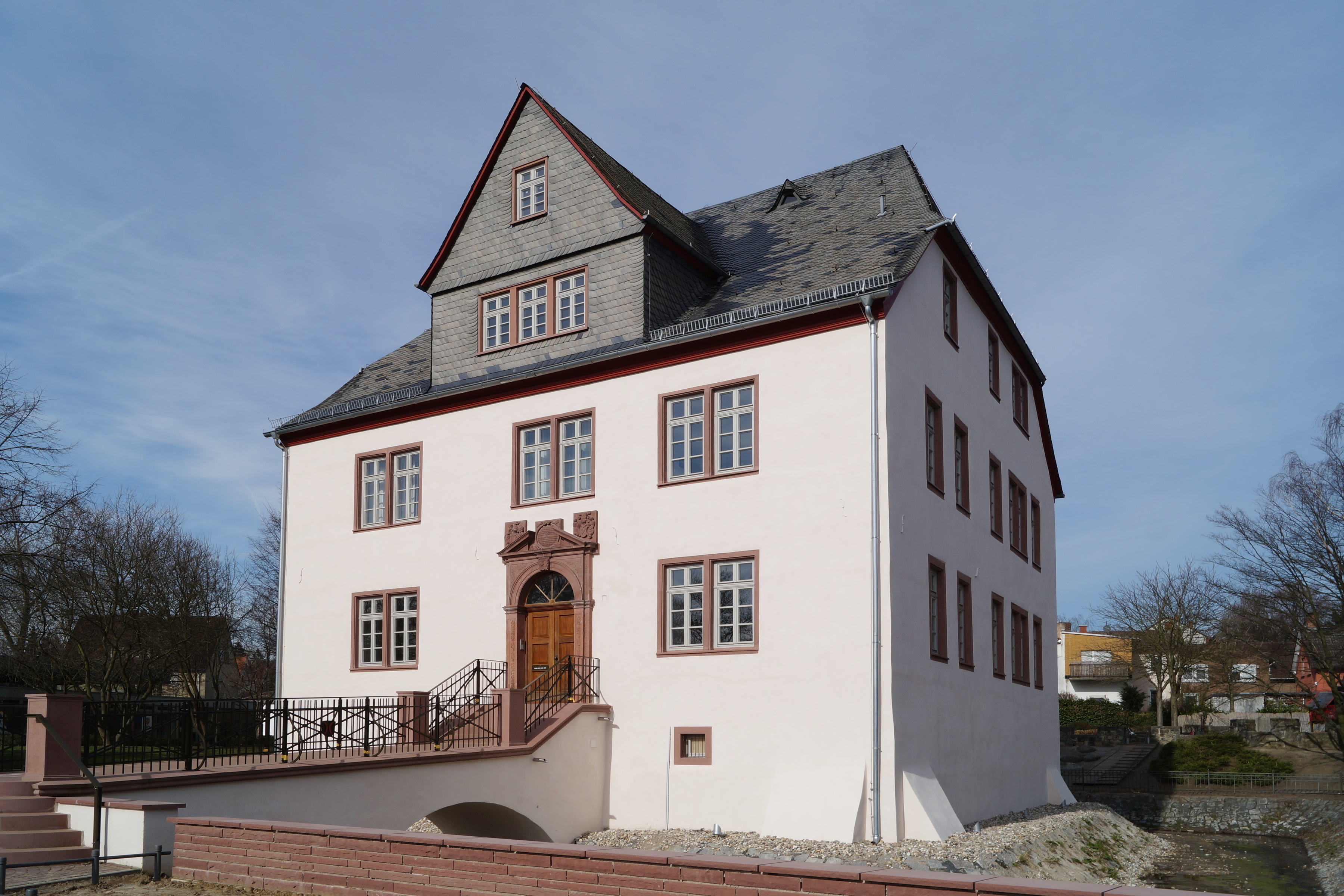
Schelmenburg in Bergen-Enkheim 2014.

Die Schelme von Bergen waren eine ritterständische Adelsfamilie, deren Stammburg im heutigen Frankfurter Stadtteil Bergen lag. Bekannt sind die Schelme von Bergen durch die Sage, welche die Herkunft auf Henker oder Abdecker zurückzuführen sucht. Das Motiv wurde mehrfach rezipiert, unter anderem von Heinrich Heine und Mark Twain. Die Schelme von Bergen und ihr Name sind jedoch urkundlich lange vor den ersten Belegen für den Berufsstand des Henkers als Angehörige des lokalen Ritteradels in Bergen nachweisbar.

## Geschichte
Der Name Schelm von Bergen wird erstmals am Ende des 12. Jahrhunderts urkundlich erwähnt. Der erste Namensträger gehörte einer niederadligen Familie an, die etwa ein halbes Jahrhundert vorher bereits mit Besitzungen vor allem in Bergen und Rödelheim fassbar ist. In der Folge wurde der Beiname von zahlreichen Familienmitgliedern übernommen, die als Ganerben in vielen Burgen des Frankfurter Umlands ansässig waren.

### Herkunft
Der Reichsministeriale Werner Schelm von Bergen wurde erstmals 1194 in einer Urkunde genannt. Ähnliche Leitnamen lassen sich bis in die Mitte des 12. Jahrhunderts bei den Rittern von Stengazzen zurückverfolgen. Diese waren vermutlich in der nach Enkheim führenden Steingasse (heute: Röhrborngasse) ansässig. Zahlreiche Angehörige der Familie sind als Ritter von Bergen belegt. Das legt eine Verwandtschaft oder Abstammung nahe, denn der Beiname Schelm tauchte erstmals bei diesem Werner von Bergen auf, wurde aber in der Folge von den meisten Zweigen beibehalten.
Der Name scheint zunächst auf die Person beschränkt gewesen zu sein, denn erst nach dem Tod Werners erscheinen weitere Nachkommen mit dem Beinamen. Davor nannten sich diese ebenfalls nur von Bergen. Aus dem Namen Schelm, in seiner ursprünglichen Bedeutung ein Todbringer, und dem Zeitpunkt der Erstnennung wurde gelegentlich auf eine Teilnahme am Dritten Kreuzzug geschlossen, was aber sonst nicht zu belegen ist. Die unklare Herkunft des Beinamens hat zu unterschiedlichen Sagen geführt. Als Stammburg des Rittergeschlechts gilt die Wasserburg in Bergen, auch Schelmenburg oder Gruckau genannt, die Burg wurde jeweils an den Erstgeborenen der Berger Linie vererbt.

### Die Schelme außerhalb Bergens
Angehörige des Rittergeschlechts sind im hohen Mittelalter als Lehensnehmer und Ganerben im Frankfurter Raum und im früheren Maingau urkundlich zahlreich erwähnt. Nicht in allen Fällen sichern Quellen eindeutig die Verwandtschaftsbeziehung. Sie erschließt sich vielfach nur aus Ähnlichkeiten im Wappen, den Leitnamen der jeweiligen Familie und den Besitzverhältnissen.
Bereits der erste Namensträger, Werner Schelm von Bergen, besaß einige Güter in Rödelheim. Bei der Ersterwähnung der dortigen Reichsburg im Jahr 1276 werden als Ganerben die Ritter von Praunheim, von Preungesheim und von Sachsenhausen zusammen mit einem Schelm von Bergen und Dietrich Schelm von Bommersheim genannt. Wahrscheinlich handelt es sich um nahe Verwandte, welche die Burg geerbt hatten. Die gemeinsamen Vorfahren werden in den Rittern von Stengazzen oder von Bergen vermutet.
Im hohen Mittelalter besaßen die Schelme im heutigen Rhein-Main-Gebiet eine weitverzweigte Verwandtschaft und traten oft als Gegner der Freien Reichsstadt Frankfurt auf. Die Schelme von Bergen sind 1550 auch im fränkischen Ritterkanton Odenwald nachweisbar. Dies dürfte auf die von Herrmann Schelm von Bergen begründete Linie Umstadt-Otzberg zurückzuführen sein.

#### Schelme von Bommersheim, Bornheim und Bonames
Die Schelme von Bommersheim lassen sich direkt auf den Reichsministerialen Werner Schelm zurückführen. Sein Sohn Gerlach besaß in Bommersheim und Kriftel einige eppsteinische Lehen, aber kaum noch in Bergen. In Bornheim sind um die Mitte des 14. Jahrhunderts einige Edelknechte belegt, die auch über Streubesitz in Bergen verfügten. 1366 und 1367 legten die letzten dortigen Namensträger den Frankfurter Bürgereid ab.
Die Linie der Schelme von Bonames, die seit 1304 als Vögte der Burg Bonames auftraten, geht auf den erwähnten Rödelheimer Ganerben Dietrich Schelm von Bommersheim zurück. Wahrscheinlich aufgrund finanzieller Schwierigkeiten räumten die Bonameser Schelme 1345 der Stadt Frankfurt zunächst ein Öffnungsrecht ein und verkauften die Burg schließlich 1367. In der zweiten Hälfte des 14. Jahrhunderts sind einige Angehörige dieses Zweigs in den geistlichen Stand übergetreten oder wurden Frankfurter Bürger.

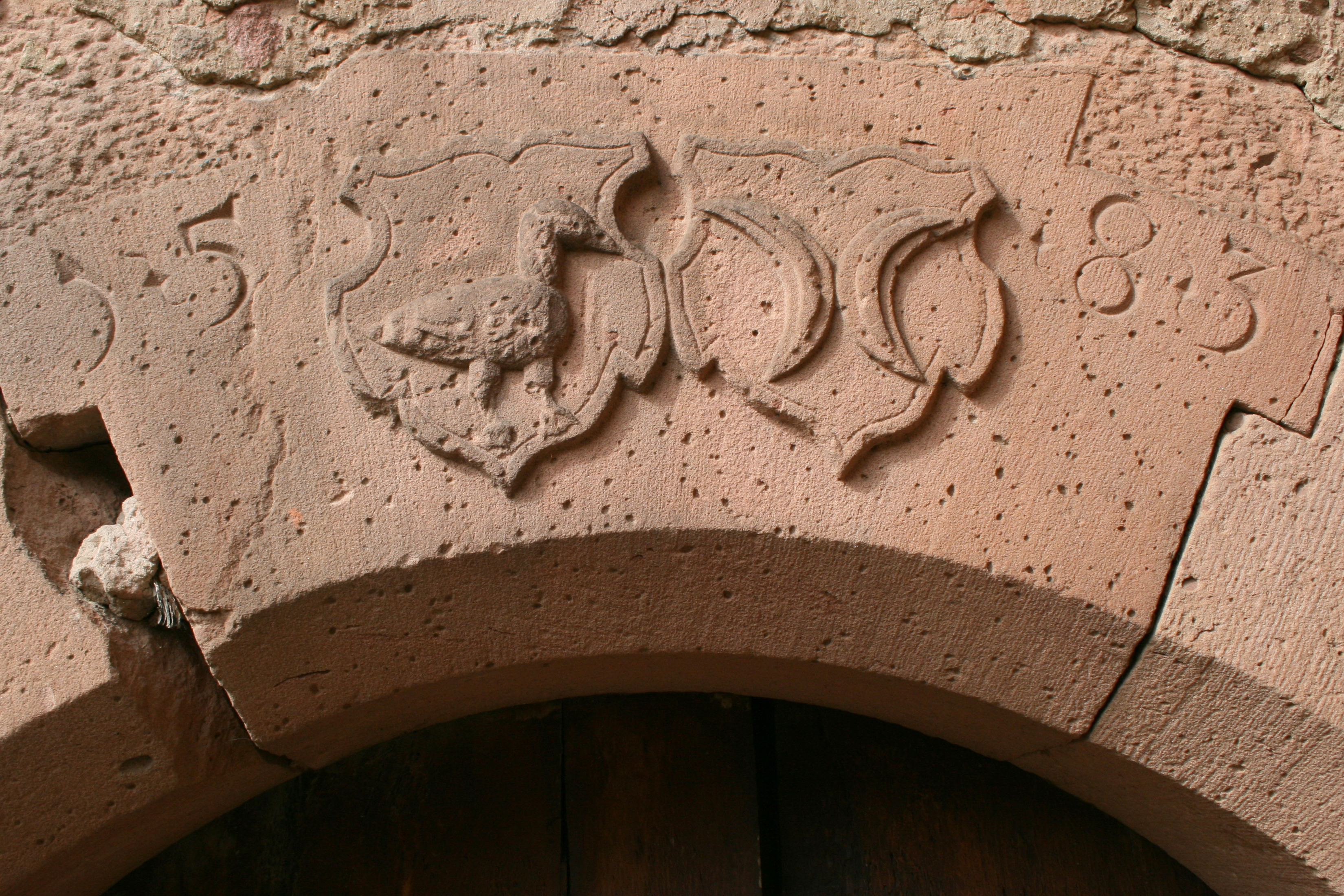
Allianzwappen der Gans von Otzberg (links, heraldisch rechts) und der Schelme von Bergen (rechts) an der Wasserburg Schloss-Nauses.

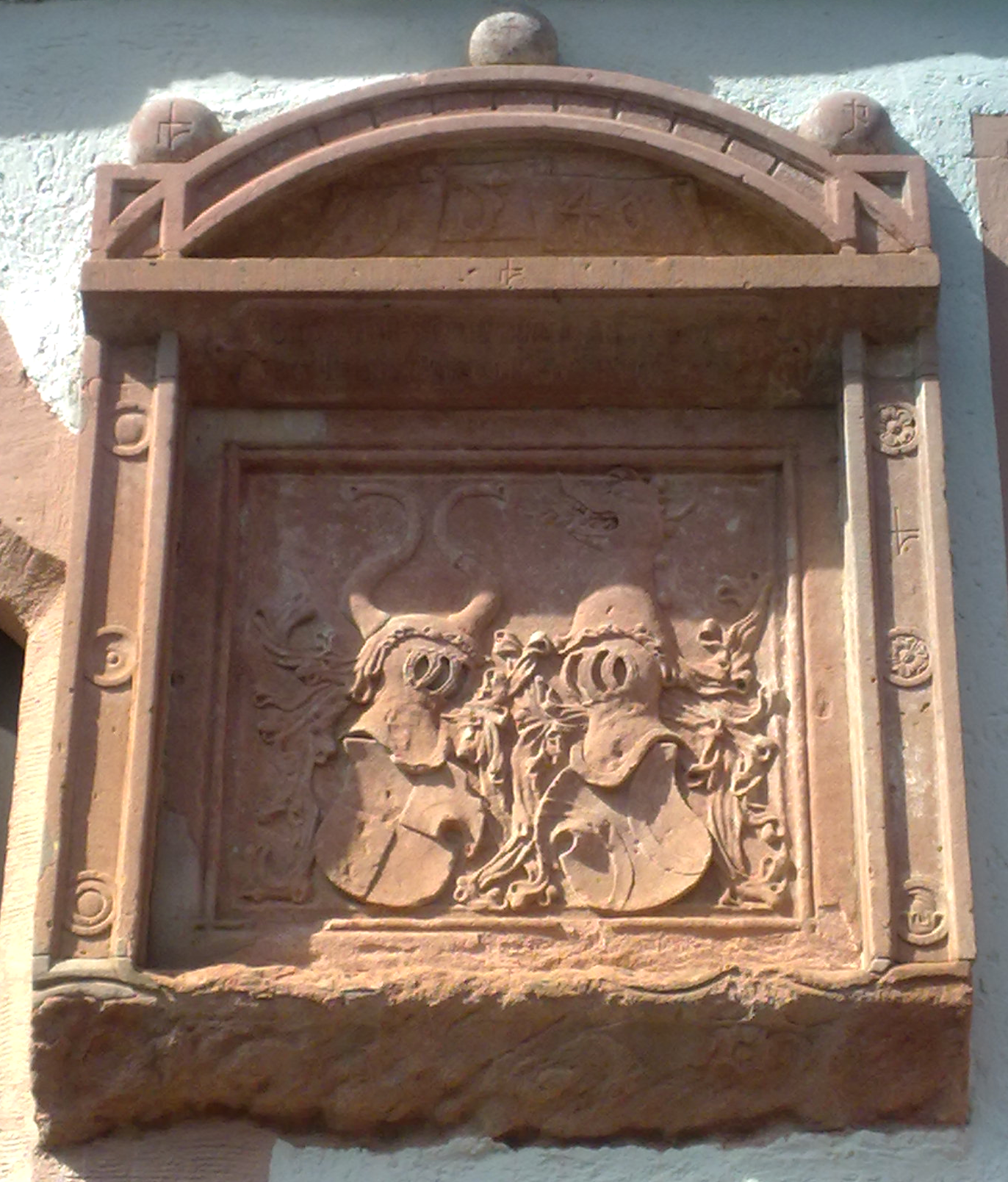
Allianzwappen der Herren von Boineburg mit den Schelmen von Bergen am Rodensteiner Schloss in Groß-Umstadt

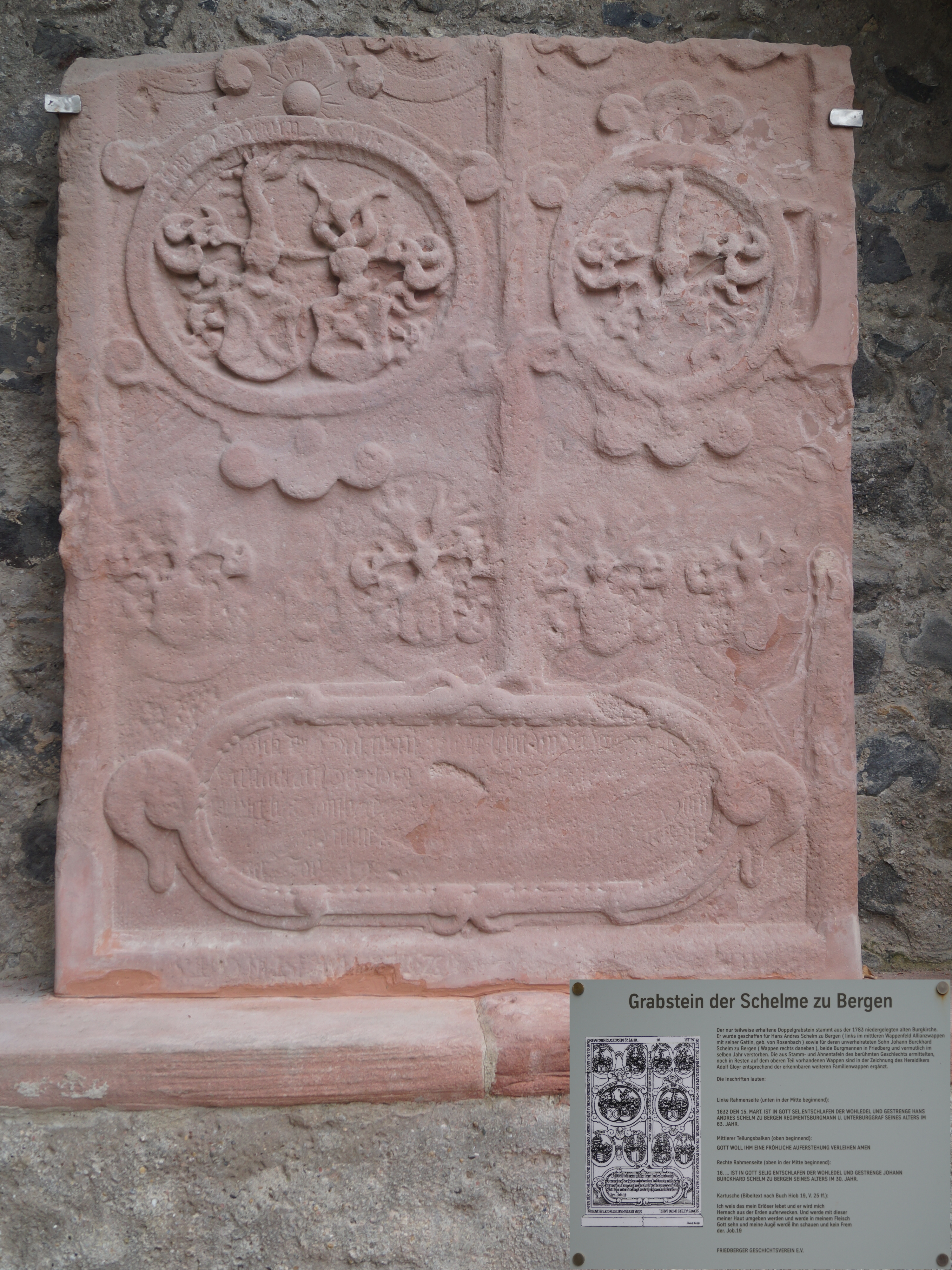
Grabstein des Hans Andres Schelm zu Bergen in der Burgmauer der Reichsburg Friedberg in Hessen

#### Schelme in Umstadt-Otzberg
Die Linie Umstadt-Otzberg dürfte von Herrmann Schelm von Bergen begründet worden sein. Deren bekanntester Vertreter war Sibold, Vogt zu Umstadt. Der Hauptsitz dieser Linie befand sich auf der Veste Otzberg. Ein Allianzwappen der Schelme mit dem Wappen der Ganse von Otzberg ist noch an der Wasserburg Schloss-Nauses erhalten; auch in Groß-Umstadt besaßen die Schelme einen Burgmannenhof (heute Rodensteiner Schloss genannt). Nach dem Landshuter Erbfolgekrieg und dem damit verbundenen Verlust Umstadts für Hanau ist die Linie in Gelnhausen nachweisbar, wo sie als letzte der verschiedenen Linien der Schelme von Bergen 1844 erlosch. Der Genealoge Johann Gottfried Biedermann stellte wohl deshalb 1751 fest, dass die Schelme von Bergen aus dem fränkischen Raum weggezogen seien.

### Spätes Mittelalter

#### Stellung in der Ständegesellschaft
Die ursprünglichen Besitzungen in Bergen und im Amt Bornheimerberg gerieten im Mittelalter zunehmend unter den Einfluss der Herren und Grafen von Hanau, die in Bergen seit 1269 Rechte besaßen und versuchten, diese auszuweiten. 1354 musste Sibold Schelm von Bergen die Schelmenburg an Ulrich III. von Hanau übertragen und von diesem als Lehen nehmen. Die freien Ritter waren damit zu Vasallen geworden. Bis zum Ende des Alten Reiches gehörte Bergen damit zur Herrschaft, später Grafschaft Hanau und schließlich zur Grafschaft Hanau-Münzenberg. Die Schelme von Bergen gerieten als hanauische Gefolgsleute häufig mit der Stadt Frankfurt in Konflikt.

#### Raubrittertum
Auch ließen sie sich wegen Verarmung, wie viele Niederadlige der Region zu dieser Zeit, als Raubritter zu Raubüberfällen auf Frankfurter Kaufleute verleiten. Sibolds Söhne Sibold (IV.) und Gerlach (IV.) mussten 1382 Urfehde schwören, nachdem die Stadt Frankfurt die Burg in Bergen erobert hatte. Die Stadt behielt sich ein Öffnungsrecht vor. Mit dem Sieg über Frankfurt in der Kronberger Fehde 1389 gelang es Ulrich IV. von Hanau aber, seine Lehnsleute von diesen Verpflichtungen zu befreien. Bereits 1393 beraubte Sibold erneut Frankfurter Bürger.
Auch von den Vettern des Umstadt-Otzberger Zweigs sind solche Raubzüge bekannt. Über Sibold Vogt zu Umstadt liegt ein Fehdebrief des Siegfried Wambolt zu Umstadt aus dem Jahr 1400 vor, in dem Sibold unter anderem zahlreiche Straßenräubereien vorgeworfen werden.

### Frühe Neuzeit

#### Territorialisierungsprozess
Die beginnende Territorialisierung ab dem ausgehenden Mittelalter konsolidierte die Herrschaftsbereiche der Landesherren und verrechtlichte die Beziehungen zwischen den entstehenden Territorien und zu den nachgeordneten Herrschaftsträgern. Damit entfiel die Möglichkeit der Schelme von Bergen, sich durch Raub und Fehde Einnahmen zu verschaffen. Dieser Konsolidierungsprozess ordnete Bergen auch eindeutig der Grafschaft Hanau zu und das Frankfurter Interesse ließ nach, in Bergen Fuß zu fassen. Andererseits wurden die Besitzungen der Schelme in Bergen und Seckbach durch Erbteilungen weiter verkleinert. 1475 mussten die Besitzrechte in Bornheim an die Stadt Frankfurt verkauft werden. Dies hatte bei der Teilung der Grafschaft Bornheimer Berg 1481 den Verbleib Bornheims (zusammen mit Hausen und Oberrad) bei Frankfurt zur Folge, während der wesentlich größere Teil der Grafschaft Hanau zugeschlagen wurde. Wie bei vielen Angehörigen des niederen Adels ist mit dem 15. Jahrhundert ein wirtschaftlicher Niedergang festzustellen, einzelne Zweige bestanden aber bis in das 19. Jahrhundert fort.
Zu Beginn des 16. Jahrhunderts konnte Adam Schelm mit der Mitgift seiner Frau Dorothea von Carben große Teile des schelmischen Besitzes zurückkaufen. Er veränderte den Namen der Berger Linie in Schelm von und zu Bergen und wurde zwischen 1508 und 1518 als Amtmann in Nieder-Erlenbach erwähnt. Der Dienst für eine Landesherrschaft als Amtmann oder Landschultheiß wurde zu einer zusätzlichen Einnahmequelle.
In der Reichsburg Friedberg sind zehn Burgmannen mit dem Namen Schelm im Verlauf von 400 Jahren nachgewiesen, beginnend mit den oben erwähnten Sibold IV. und Gerlach IV. Schelm von Bergen. Von dem Anteil der Schelme an der Burggrafschaft Friedberg zeugen heute nur noch zwei Steindenkmäler, ein Wappen des Friedrich Adolph Schelm von Bergen über einem Eingang zur Burgkanzlei (heute Schulgebäude) sowie ein Grabstein des Hans Andres Schelm, der ursprünglich in der Burgkirche aufgestellt war.

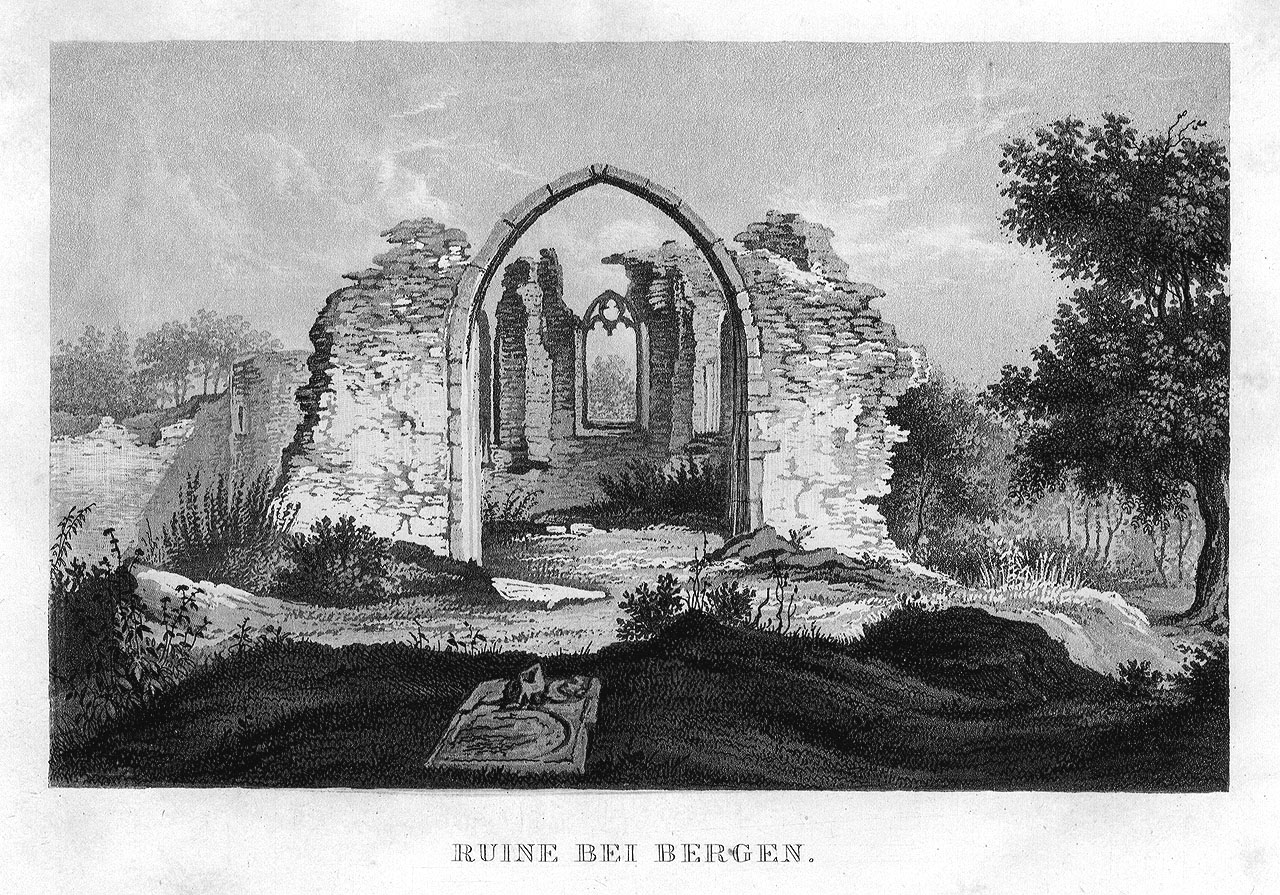
Ruine der Hubertuskapelle vor 1852.

#### Hubertuskapelle
Die Schelme von Bergen besaßen im Mittelalter eine eigene Kapelle in Bergen südlich der Schelmenburg, die Hubertuskapelle, in der sich auch die Familiengrabstätte befand. Sie wurde in der zweiten Hälfte des 14. Jahrhunderts erbaut und brannte 1555 nach einem Blitzschlag ab. Reste davon waren noch bis in das 19. Jahrhundert sichtbar. In den 1530er Jahren wurde in Bergen wie in der gesamten Grafschaft die Reformation eingeführt. Endres Schelm von und zu Bergen ließ 1535 den katholischen Gottesdienst in der Kapelle einstellen, richtete allerdings auch keinen neuen ein und trat erst 1560 mit seinem gesamten Hofgesinde zum lutherischen Bekenntnis über.

### Die letzten Schelme von Bergen

Der letzte Namensträger: Christian Ernst Schelm von Bergen (gest. 1844), Hauptmann in den Napoleonischen Kriegen.

Die zahlreichen Belege für Familienmitglieder wurden gegen Ende des Mittelalters seltener. Viele Zweige scheinen im Bürger- oder sogar im Bauernstand aufgegangen zu sein. Nach dem Ende des Mittelalters sind noch Zweige in Bergen, Berkersheim und Gelnhausen fassbar.
Einer der letzten bedeutenderen Namensträger ist Friedrich Adolph Schelm von Bergen, der seit 1664 als Eigentümer der Schelmenburg bezeugt ist. Er hatte als hoher Beamter am Heidelberger Hof in kurpfälzischen Diensten gestanden. Friedrich Adolph ließ die alte Wasserburg in Bergen in ein kleines Schloss umbauen, wobei das ehemalige Hauptwohngebäude überbaut wurde. Über dem Portal befindet sich noch die Bauinschrift aus dem Jahr 1700 sowie das Wappen der Schelme und das der Herren von Venningen. Am Eingang zur Burg ließ er ein Sandsteinrelief anbringen, auf dem der doppelköpfige Reichsadler zu sehen ist mit der Unterschrift „SVB VMBRA ALARVM TVARVM“ (Unter dem Schatten Deiner Flügel), ein Hinweis, dass er sich – in dieser Zeit reichlich anachronistisch – als freier Reichsritter verstand.
Die Berkersheimer Linie endete 1704 mit dem Tod von Christoph Schelm. Seine Witwe starb 1735. Anfang des 19. Jahrhunderts erlosch die Berger Linie mit dem Rittmeister und Burgdirektor der Pfalz Gelnhausen Christian Ludwig Friedrich Schelm von Bergen. 1844 starb auch die Gelnhäuser Linie mit dem Tod des pensionierten Frankfurter Hauptmanns Christian Ernst Schelm von Bergen aus.
Bis zum Ersten Weltkrieg brauten in Bergen die späteren Besitzer der Schelmenburg das Schelmenbräu, da mit dem Eigentum an der Schelmenburg das Recht zum Bierbrauen verbunden war. Nach den Schelmen von Bergen ist in Gelnhausen der Schelmenmarkt benannt.

## Wappen

Wappen von Bergen

Das Wappen der Schelme von Bergen bestand aus zwei roten Bögen auf silbernem Grund. Je nach Art der Darstellung sind die beiden Pfähle an ihren Enden nach außen gebogen, bei Siebmacher erscheinen sie als sich berührende Halbkreise. Sie werden als Rippen, weniger wahrscheinlich als Regenbogen oder Radfelgen gedeutet. Eine Deutung als Rippen oder Totenknochen könnte mit der Sage der Schelmen in Zusammenhang stehen. Die Helmdecken sind in Rot und Gold. Die Wappen der einzelnen Zweige unterscheiden sich meist durch hinzugefügte Sterne, Kugeln, Blumen oder Musterung.
Die Helmzier zeigt wahrscheinlich einen feuerspeienden roten Drachen oder einen Hund, bei manchen Zweigen wie dem von Bonames eine Dogge. Letzteres deckt sich mit der Beobachtung eines gleichen Wappentiers bei verwandten Ministerialengeschlechtern von Heusenstamm, von Ovenbach, von Rückingen, von Rüdigheim, von Selbold und einer sich nur „von Bergen“ nennenden Adelsfamilie. Bei den Herren von Hagen ist ein ganzes Tier belegt.
Das 1950 amtlich verliehene Gemeindewappen von Bergen-Enkheim nahm das Wappen des Geschlechts der Schelme von Bergen auf.

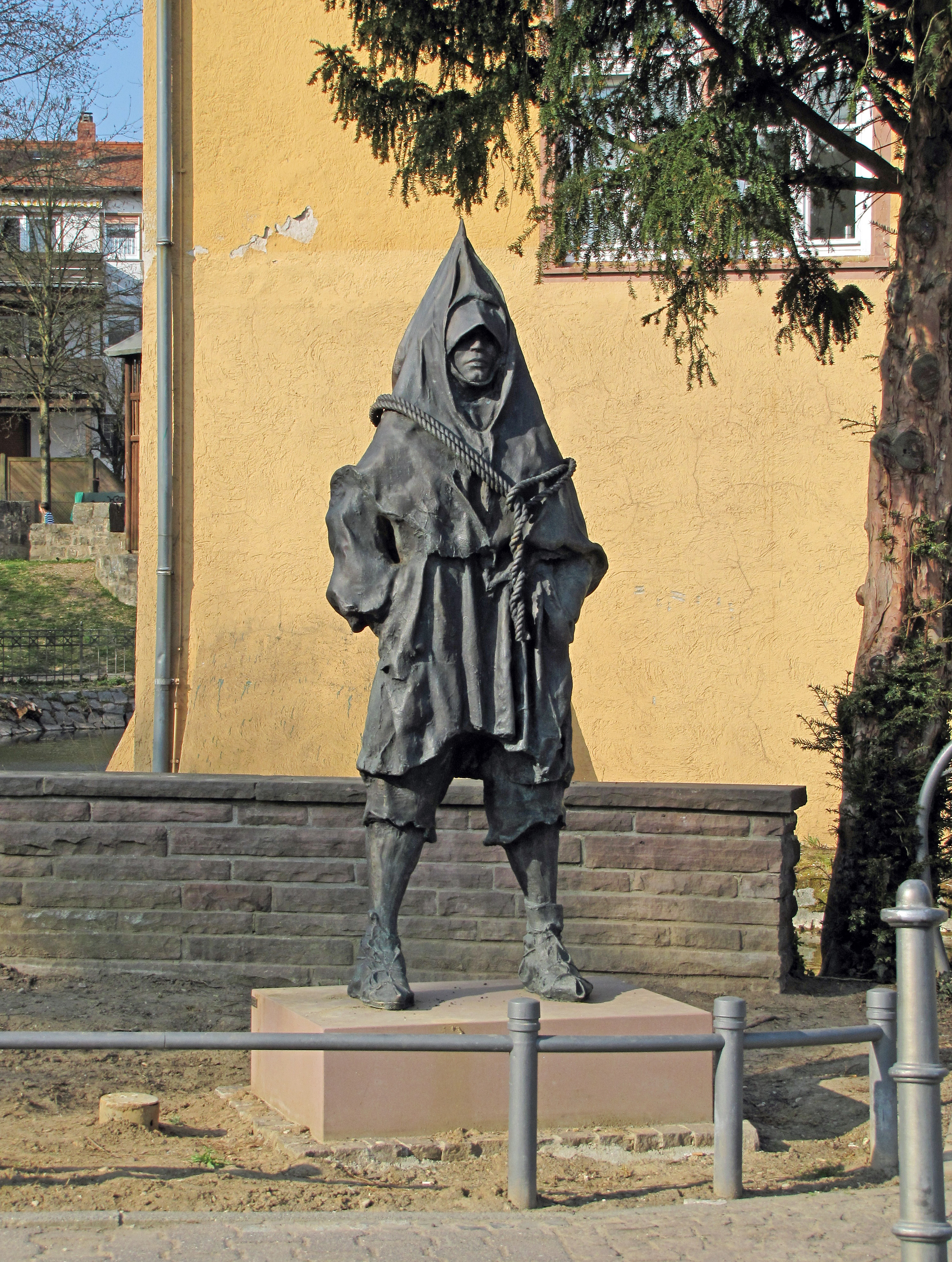
Denkmal des Schelm von Bergen

## Zum Ursprung des Namens
Von der Sage, die mit dem Namen der Schelmen verbunden ist, sind mindestens sechs verschiedene Versionen nachweisbar:
- Kaiser Friedrich Barbarossa hatte sich im Reichsforst Dreieich verirrt. Er traf einen Karrenführer, den er nach dem Weg fragte und bat, sich auf den Wagen setzen zu dürfen. Zurück bei der Jagdgesellschaft erkannte man in dem Fuhrmann den Schelm von Bergen, den der Kaiser daraufhin adelte.[30]
- Der Schinder von Bergen reichte dem durstigen Kaiser ein Glas Wasser und wurde dafür belohnt.[31]
- Nach Fertigstellung der Pfalz Gelnhausen legte sich Friedrich Barbarossa abends zur Ruhe und sagte: „Wer morgen früh zuerst in den Schlosshof tritt, sei, wer es sei, edlen Geschlechts!“ – Erster war dann wohl der Abdecker von Bergen.[32]
- Nach einer anderen Sage wird Barbarossa vom Förster von Gelnhausen, dem Schelm und dessen Gehilfen vor einem Hinterhalt auf dem Weg nach Würzburg gewarnt. Zum Dank erhalten die drei den Ritterschlag.[33]
- Der Kaiser wird bei einer Schweinshatz von seinem Gefolge getrennt und sieht sich plötzlich von zwei Wildschweinen bedroht. Die eine Sau kann er selbst erlegen, vor dem Stoß der anderen bewahrt ihn nur der zufällig dahergekommene Schelm von Bergen. Zum Dank darf er den Kaiser zu seinem Gefolge begleiten und wird dort zum Ritter geschlagen.[34]
- Der Maskenball mit fiktivem Kaiser und Kaiserin „im Palast zu Frankfurt“, der Schelm tanzt mit der Kaiserin und wird erkannt.[35]

Problematisch an der Verbindung, die die Sage herzustellen sucht, ist, dass die Ersterwähnung des Namens (1194) deutlich vor den ersten Belegen für berufsmäßige Henker liegt. Letztere traten erstmals 1276 im Augsburger Stadtrecht auf, in Frankfurt selbst erst 1386 als Züchtiger, 1404 und 1406 als diephenker, der Schinder sogar erst 1440, also in einer Zeit, in der das Adelsgeschlecht den Namen schon seit vielen Generationen verwendete. Es fällt jedoch auf, dass sich die meisten Episoden in der Zeit Barbarossas ereignet haben sollen, was der Ersterwähnung des Geschlechts und den Ursprüngen der Stammburg in Bergen recht nahekommt. Eine ähnliche Herkunftssage liegt für die Forstmeister von Gelnhausen vor.

## Rezeption

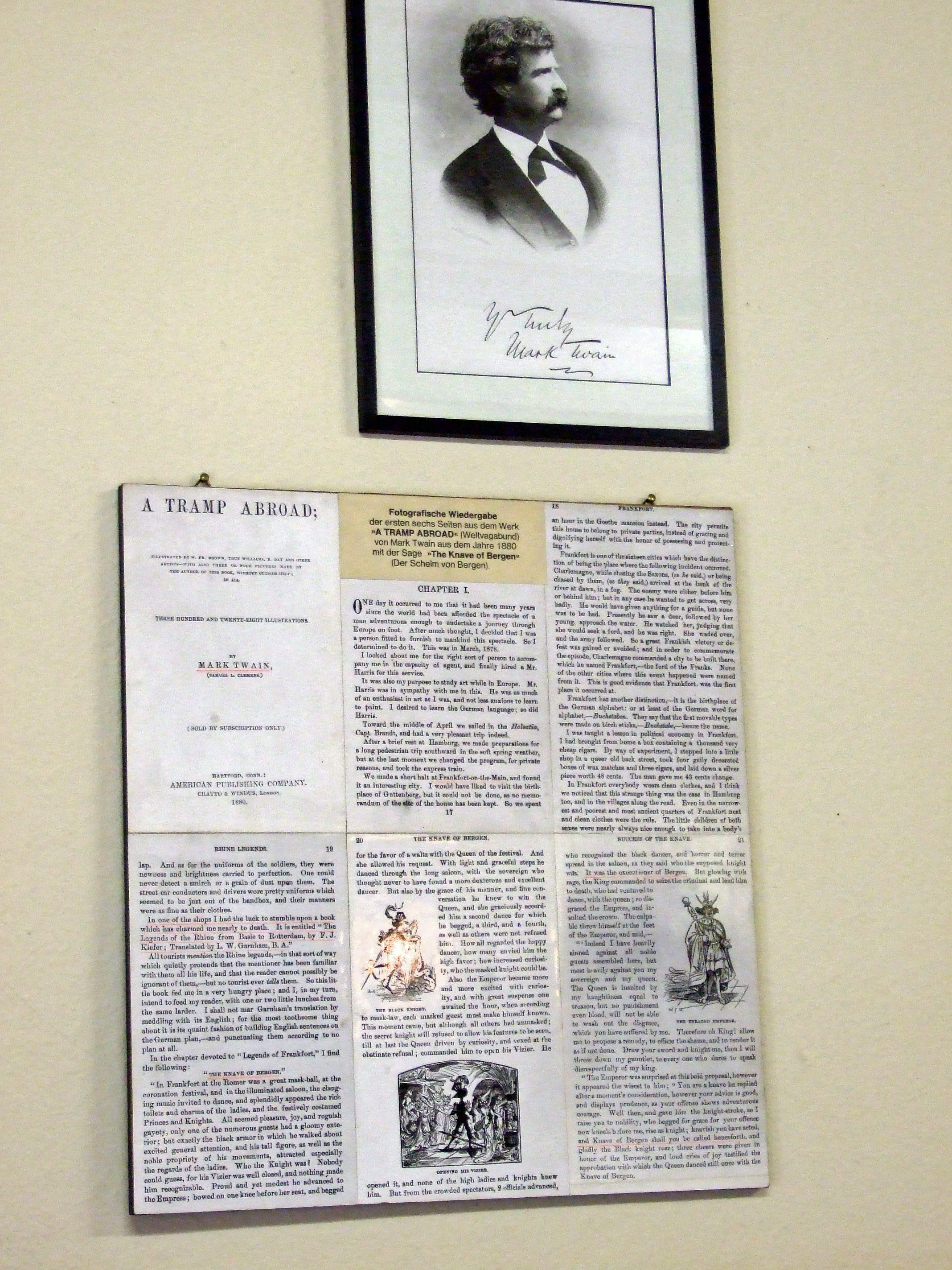
Das Schelmen-Motiv von Mark Twain im Heimatmuseum Bergen-Enkheim.

Die literarische Rezeption der Schelmensage begann in der Epoche der Romantik. Das erste Gedicht stammte von Isaac von Sinclair (1811). 1821 erschien im Rheinisch-westfälischen Musenalmanach die Ballade Schelm von Bergen von Wilhelm Smets, der unter dem Pseudonym Theobald schrieb. 1837 widmeten der Österreicher Johann Nepomuk Vogl und Karl Simrock der Thematik jeweils ein Gedicht. Vogl stellt in seiner Bearbeitung dem Maskenball noch eine Szene mit durchgegangenem Pferdefuhrwerk im Wald voran. Simrocks Ballade erschien 1837 in den Rheinsagen und nochmals 1844 in seinen Gedichten.
1846 veröffentlichte Heinrich Heine seine Ballade Schelm von Bergen. Er kannte die Sage spätestens seit 1821, denn er hatte damals den Musenalmanach rezensiert und kommentierte das Werk seines Bonner Kommilitonen Smets mit den Worten: Der Stoff von Theobald's »Schelm von Bergen« ist wunderschön, fast unübertrefflich; doch der Verfasser ist auf falschem Wege, wenn er den Volkston durch holpernde Verse und Sprachplumpheit nachzuahmen sucht. Auch Simrocks Ballade könnte Heine vertraut gewesen sein – die beiden ehemaligen Kommilitonen standen seit 1845 wieder in persönlichem Kontakt.
Wohl aus persönlichen Gründen – Heine hatte in seiner Jugend eine Romanze mit der Tochter des Düsseldorfer Scharfrichters – verlegte er die Handlung an den Rhein und beginnt folgendermaßen:
Im Schloß zu Düsseldorf am Rhein

Wird Mummenschanz gehalten;

Da flimmern die Kerzen, da rauscht die Musik,

Da tanzen die bunten Gestalten.
Die aristokratische Gesellschaft tanzt gemeinsam unter Larven versteckt mit dem gemeinen Volk. Besonders ausgelassen tanzt die Herzogin mit ihrem Tänzer. Als sie ihn jedoch bittet, die Maske abzunehmen, weigert sich dieser vehement. Da reißt sie ihm die Larve vom Gesicht und in der ausgelassenen Fastnachtsgesellschaft verbreitet sich Entsetzen, als sich der Tänzer als der verfemte Scharfrichter von Bergen entpuppt. Doch der Herzog stellt gelassen Ehre und Heiterkeit wieder her:
Der Herzog ist klug, er tilgte die Schmach

Der Gattin auf der Stelle.

Er zog sein blankes Schwert und sprach:

„Knie vor mir nieder, Geselle!

Mit diesem Schwertschlag mach ich dich

Jetzt ehrlich und ritterzünftig,

Und weil du ein Schelm, so nenne dich

Herr Schelm von Bergen künftig.“

So ward der Henker ein Edelmann

Und Ahnherr der Schelme von Bergen.

Ein stolzes Geschlecht! Es blühte am Rhein,

Jetzt schläft es in steinernen Särgen.
1880 wurde der Sagenstoff erstmals außerhalb des deutschen Sprachraums bearbeitet. Mark Twain, der in den Jahren zuvor Deutschland bereiste und in Frankfurt eine englische Übersetzung der Rheinsagen erstanden hatte, fügte in seinen Erlebnisbericht A Tramp Abroad die Sage The Knave of Bergen ein. Das Werk enthält Illustrationen des Maskenballs von Walter Francis Brown. Twain verstand den in Eisen gehüllten, tanzenden Ritter und den Henker, der den Kaiser aufs Glatteis führte, als eine Verspottung der adligen Gesellschaft.
1886 versuchte sich Johann Strauss (Sohn) sogar an einer komischen Oper, die er aber nicht fertigstellte. Das Libretto dazu stammte von Ignaz Schnitzer, der zuvor den „Zigeunerbaron“ geschrieben hatte. Teile der Komposition verwendete Strauß ein Jahr später für seine Operette Simplicius nach dem Schelmenroman Der abenteuerliche Simplicissimus von Hans Jakob Christoffel von Grimmelshausen.
Carl Zuckmayer erhielt für sein 1934 erschienenes Schauspiel Der Schelm von Bergen die Ehrenbürgerwürde von Bergen-Enkheim (das damals noch selbstständige Gemeinde war). Zu Beginn der 1950er Jahre schrieb der Heimatdichter Conrad Weil das volkstümliche Theaterstück gleichen Namens. Es wird regelmäßig auf einer Freilichtbühne in Bergen von einem Verein aufgeführt.
Seit September 2010 steht vor der Schelmenburg in Bergen eine Bronzestatue des Schelmen, geschaffen von Hans-Joachim Schwital und gegossen von der Glocken- und Kunstgießerei Rincker in Sinn.